# Whitesnake (албум)
Whitesnake е седмият студиен албум на едноименната британска рок група „Уайтснейк“, издаден през март и април 1987 г. Той е съвместно написан и записан повече от година и представлява първото и последно сътрудничество между вокалиста Дейвид Ковърдейл и китариста Джон Сайкс. Албумът, освен с комерсиалния си успех, е забележителен и с промяната на групата към по-модерно глем метъл звучене и първият запис, използващ новото лого на групата, което ще ги характеризира в бъдеще.
Първоначално албумът е издаден по целия свят с различни заглавия, списъци с песни от различни звукозаписни компании. В Европа и Австралия той е озаглавен 1987 и включва две допълнителни песни, отсъстващи от северноамериканската версия, „Looking for Love“ и „You're Gonna Break My Heart Again“, докато в Япония албумът е издаден със северноамерикански списък с песни. Ремастерираните преиздания за 20-та и 30-та годишнина имат общ списък с песни, включително допълнителните песни.
Албумът постига критичен и комерсиален успех по целия свят, от него се продават над 8 милиона копия само в САЩ и по този начин става 8 пъти платинени, с издден сертификат от Асоциацията на звукозаписната индустрия в Америка през февруари 1995 г. Той достига до №2 в американския „Билборд 200“ и остава 10 непоследователни седмици на тази позиция, изпреварен на първото място от 3 различни албума, включително Bad на Майкъл Джексън, и се задържа повече седмици в Топ 5 от всеки друг албум през 1987 г. Whitesnake е най-високо оцененият албум на групата в САЩ, освен това достига до 8-мо място в Обединеното кралство.
Четири песни са издадени като официални сингли, „Still of the Night“, „Here I Go Again '87“, „Is This Love“, „Give Me All Your Love ('88 Mix)“, както и промоционалният сингъл, „Crying in the Rain '87“. Сред тях „Here I Go Again“ и „Is This Love“ са най-успешните хитове на групата, оглавявайки „Билборд Хот 100“ съответно на първо и второ място.
Успехът в САЩ, позволява на предшественика му Slide It In (1984), да промени статуса си от златен до двойно платинен. С Whitesnake групата получава номинация на британските наградите през 1988 г. за най-добра британска група и на американските музикални награди през 1988 г. за любим поп/рок албум.

## Списък на песните
Съдържание на всички песни Дейвид Ковърдейл и Джон Сайкс, освен когато е отбелязано. 
| 1. | Crying in the Rain '87 (Ковърдейл)             | 5:37 |
| 2. | Bad Boys                                       | 4:09 |
| 3. | Still of the Night                             | 6:38 |
| 4. | Here I Go Again '87 (Ковърдейл, Бърни Марсдън) | 4:33 |
| 5. | Give Me All Your Love                          | 3:30 |
| 6. | Is This Love                                   | 4:43 |
| 7. | Children of the Night                          | 4:24 |
| 8. | Straight for the Heart                         | 3:40 |
| 9. | Don't Turn Away                                | 5:11 |

| 1.  | Still of the Night                         | 6:38 |
| 2.  | Bad Boys                                   | 4:09 |
| 3.  | Give Me All Your Love                      | 3:30 |
| 4.  | Looking for Love                           | 6:33 |
| 5.  | Crying in the Rain (Ковърдейл)             | 5:37 |
| 6.  | Is This Love                               | 4:43 |
| 7.  | Straight for the Heart                     | 3:40 |
| 8.  | Don't Turn Away                            | 5:11 |
| 9.  | Children of the Night                      | 4:24 |
| 10. | Here I Go Again (Ковърдейл, Бърни Марсдън) | 4:33 |
| 11. | You're Gonna Break My Heart Again          | 4:11 |

| 1.  | Still of the Night                                         | 6:38 |
| 2.  | Bad Boys                                                   | 4:09 |
| 3.  | Give Me All Your Love                                      | 3:30 |
| 4.  | Looking for Love                                           | 6:33 |
| 5.  | Here I Go Again '87 (Radio Mix) (Ковърдейл, Бърни Марсдън) | 3:55 |
| 6.  | Crying in the Rain (Ковърдейл)                             | 5:37 |
| 7.  | Is This Love                                               | 4:43 |
| 8.  | Straight for the Heart                                     | 3:40 |
| 9.  | Don't Turn Away                                            | 5:11 |
| 10. | Children of the Night                                      | 4:24 |

## Сертификати
| Страна                 | Организация            | Година                 | Продажби                  |
| САЩ                    | RIAA                   | 1995                   | 8x Платинен (+ 8,000 000) |
| Канада                 | CRIA                   | 1988                   | 5x Платинен (+ 500 000)   |
| Италия                 | AFI                    | 1987                   | Платинен (+ 200 000)      |
| Нова Зеландия          | RIANZ                  | 1988                   | Платинен (+ 15 000)       |
| ОК                     | BPI                    | 1988                   | Платинен (+ 300 000)      |
| Германия               | BVMI                   | 1989                   | Златен (+ 250 000)        |
| Швеция                 | IFPI Sverige           | 1988                   | Златен (+ 50 000)         |
| Швейцария              | IFPI Switzerland       | 1989                   | Златен (+ 25 000)         |
| Общо налични продажби: | Общо налични продажби: | Общо налични продажби: | (+ 9 340 000)             |

## Състав
- Дейвид Ковърдейл – основни вокали
- Джон Сайкс – китари, задни вокали
- Нийл Мъри – бас
- Айнсли Дънбар – барабани, ударни